# István Párkányi
István Párkányi (Borsdorf, 9 juni 1945 – Szigetvár, 5 september 2023) was een Hongaars violist, werkzaam in Nederland.

## Muzikale loopbaan
Párkányi werd geboren in 1945 nabij Leipzig in een Hongaarse familie en groeide op in Boedapest. Hij begon met vioolspelen toen hij zeven jaar oud was. Hij studeerde aan het Béla Bartók-Conservatorium in Boedapest, waar hij de eerste prijs behaalde tijdens het nationale muziekconcours. In 1970 studeerde hij verder bij Max Rostal in Keulen. 
Párkányi was concertmeester van het orkest van de Beethovenhalle in Bonn, van het Kölner Kammerorchester en vanaf 1975 bij het Radio Kamerorkest in Nederland. In 1976 richtte hij met Heinz Oberdorfer, Ferdinand Erblich en Stefan Metz het Orlando Kwartet op, dat zich in nauwe samenwerking met Sándor Vegh ontwikkelde tot een internationaal gerenommeerd strijkkwartet. Het won de eerste prijs op het internationale concours Carlo Jachino in Rome en het internationale concours van de European Broadcasting Union in Helsinki, naast tweemaal een Grand Prix du Disque voor de Philips-opnamen die het kwartet maakte.
In 1984 verliet Párkányi het kwartet om concertmeester te worden van het Nederlands Kamerorkest in Amsterdam. Tegelijkertijd trad hij op als solist en speelde hij als primarius in het Párkányi Quartet, dat hij had opgericht met twee leden van het uiteengevallen Orlando Quartet, Heinz Oberdorfer en Ferdinand Erblich, aangevuld met de cellist Michael Müller.
Párkányi overleed op 5 september 2023 op 78-jarige leeftijd.
- MusicBrainz: ff34fa5d-40d0-485c-90a9-a35271c697a1